# Anton Seidl
Anton Seidl (7 de maio de 1850 - 28 de março de 1898) foi um maestro húngaro.

## Vida
Nascido em Budapeste, Seidl ingressou no Conservatório de Leipzig em Outubro de 1870, e lá permaneceu até 1872, quando foi para Bayreuth para ser copista de Richard Wagner. Seidl assistiu a primeira confecção clara do Anel do Nibelungo. Completamente imbuído no espírito Wagneriano, foi natural que participasse no primeiro Festival de Bayreuth em 1876.
Sua chance de ser maestro veio quando, por recomendação de Wagner, ele foi recomendado ao Teatro de Leipzig, onde permaneceu até que, em 1882, ele fez uma tournée com a Companhia do Anel do Nibelungo de Angelo Neumann. À sua regência os críticos atribuíram muito do sucesso artístico alcançado pela produção da tetralogia no Her Majesty's Theatre em Londres em Junho daquele ano.
Em 1883 Seidl foi com Neumann a Bremen, mas dois anos depois foi nomeado sucessor de Leopold Damrosch como maestro da German Opera Company de Nova Iorque, e naquele mesmo ano casou-se com Auguste Kraus, a distinta cantora. Em 1891, ele se tornou diretor artístico e regente titular da Orquestra Filarmônica de Nova Iorque, e permaneceu no posto até sua morte, em 1898.

## Publicações
- Anton Seidl (Ed.): The Music of the Modern World. 2. Bde., Appleton & Company, New York 1895.